# Ntrip
Ntripはインターネットを介してディファレンシャルGPS（DGPS）データを配信するためのプロトコルであり、「The Networked Transport of RTCM via Internet Protocol」の頭文字をとったものである。仕様は、RTCMによって公表されている。Ntripは、 Hypertext Transfer Protocol HTTP / 1.1に基づく一般的なステートレス・プロトコルで、 GNSSデータストリーム用に拡張がされている。
Ntripは、ドイツ地図測地局 (BKG) およびドルトムント大学コンピュータサイエンス学科によって開発された。 Ntripは2004年9月に「インターネットプロトコル（Ntrip）によるRTCMのネットワーク化転送のためのRTCM推奨規格、バージョン1.0」としてリリースされた。 このプロトコルの最新のバージョンは、2021年1月12日改訂2のバージョン2.0であり、software.rtcm-ntrip.orgに、入手可能なオープンソース実装がある 。 
電子基準点から得られた補正データをリアルタイムに配信する際にもNtripが利用されている。また、準天頂衛星システム（みちびき）の配信データについて、Ntrip等を用いたリアルタイム配信での公開に向けた検討が進められている。